# Anton Vezuv
Az Anton Vezuv egy 2010-ben alakult magyar indie együttes.

## Története

### Megalakulása
Az Anton Vezuv a zenekar a későbbi alapító basszusgitárosa, Kalmár Tibor kezdeményezésére alakult, az énekes-dalszerző Gyulai István „Sztív” egygitáros és egyzongorás dalaira alapozva. A zenekar stílusbeli önmeghatározása a power melankólia, ami a dalok szomorkás hangulata mellett érezhető feszültségre utal.
Az első dalok (melyek az első album, az Into the Sea alapjait szolgáltatták), 2000 és 2008 között születtek Gyulai István dalszerző akkori pincéjében, egy rossz életkorszakában, ami alatt megtanult annyira gitározni, zongorázni és énekelni, hogy dalötleteiből házi felvételeket készítsen. Sztív időközben csatlakozott Kele Sándor dalszerző akkori alternatív rock projektjéhez, a KSP zenekarhoz, ahol billentyűsként fellépett a zenekarral. A KSP projekt munkálatai során találkozott Kalmár Tiborral, aki egy próba szünetében hallotta Sztív dalait, és több éves győzködés után elindította a zenekart. Az alapító tagokat is Kalmár Tibor hozta, így jött létre az Anton Vezuv 2010-ben Zsiga Ádám dobossal és Balogh Csaba gitárossal. A zenekar megalakulásáig Sztív 2007 és 2008 között az egyik első magyar indie zenekar, az Amber Smith koncertbillentyűse volt.

### Into The Sea (2014)
Az első album anyagainak lassú előkészületei után az album saját kiadásban, a zenekar által végzett produceri munkával jelent meg 2014-ben. A lemezt Schram Dávid keverte, és sok közreműködő segítségével jött létre, többek között az átmenetileg taggá vált és a koncerteken a zenekarral együtt fellépő Perro Lulú (Stéger Tamás), aki elektronikus kiegészítőkkel dolgozott. Szintén fellépő és a lemezen közreműködő volt Udvardi Márton trombitás, és a Patay Péter által vezényelt Schola Cantorum Sancti Stephani gyerekkórus.
Az album érdekességei közé tartozik még, hogy a "Warm You" és "Bird" dalokat a londoni AIR Studio brit hangmérnöke, a Robbie Williams-el is dolgozó Rupert Coulson keverte.
Az album egyik dalához, a Far Camp Songhoz készült, Szabó Áron által rendezett videóklip több magyar szakmai díjat is nyert.

### Lay Low Butterfly (2016)
Hosszabb kihagyás után jelent meg a zenekar második minialbuma, mely az indie vonalat követő, de kissé sötétebb tónusú, 6 új dalt tartalmazott. Ehhez a lemezhez csatlakozott először producerként a Jazzékiel frontembere, Jakab Péter, akivel a zenei koncepción kívül az arculati koncepció is tovább finomodott, így alakulva a jelenlegi freak-folk és dark elemeket is felvonultató, de még mindig akusztikus alapokra építő indie stílus.
Az új album munkálatai előtt lépett ki a zenekarból az alapító dobos Zsiga Ádám, akinek a helyét Kocsis Szabolcs vette át.
Az album a Cseh Tamás Program keretein belül készült, miután a zenekart a Program 2016-ban beválogatta a zenekarai közé.
A lemezt a szintén budapesti Klinik kiadó adta ki, CD és limitált bakelit formátumban.

### Save Me David (2017)
2017 októberében jelent meg a zenekar a Save Me David című, David Lynch filmrendező alkotói alapvetései által inspirált feldolgozáslemeze, melyből előzetesen már kiadásra került a These Boots Are Made For Walkin' című Nancy Sinatra dal (mely a Klinik kiadó válogatás bakelit lemezén is megjelent a Record Store Day alkalmából) és a Run Through The Jungle című Creedence Clearwater Revival dal, mindkettő single formájában.

### 2018-2020
2018 áprilisában, a Record Store Day alkalmával jelentette meg a zenekar az "Awakening" című dalát, mely a Klinik kiadó előadói válogatáskazettáján került forgalomba, a zenekar következő lemezének előfutáraként. A dalban már a zenekar új gitárosa, a 2018-ban a zenekarhoz csatlakozó Szilágyi Róbert működött közre.
2019-ben Szilágyi Róbert és Kocsis Szabolcs távozott a zenekarból, ez év őszén Hajba Áron és Hajba László csatlakozott a zenekarhoz. Ebben a felállásban folytatódott az új lemez felvétele, melynek egy újabb dala, az "Easy Love" 2020 júliusában került bemutatásra egy videóklip kíséretében.

## Tagok
- Gyulai István „sztív” – énekes-dalszerző, zongora, gitár
- Kalmár Tibor – basszusgitár
- Hajba Áron – gitár
- Hajba László – dob

### Élő koncertek kiegészítő zenészei
- Udvardi Márton - trombita, billentyű
- Oláh Márton - trombita, szaxofon, billentyű
- Patay Péter és a Schola Cantorum Sancti Stephani gyerekkórusa
- Nagy Ábel Márton - billentyű, vokál
- Nagy Dávid - basszusgitár

## Díjak és listázások

### Far Camp Song
(videóklip, rendező: Szabó Áron, 2016)
- Hipnózis Díj (EPICA Awards Partner), New Directors' Showcase listázás (2016)[7]
- 2. Magyar Klipszemle, Legjobb Styling kategória győztes (2016)[8]
- Stenk (Index.hu), Az Év Legjobb Magyar Videóklipjei listázás (2016)[9]
- ArtHungry Díj, Fotó&Film kategória második helyezés (2017)[10]

### Into The Sea
(LP, szerzői kiadás, 2014)
- Recorder.hu, A Recorder.hu kedvenc kiadványai (2014)

### Lay Low Butterfly
(LP, Klinik, 2016)
- Recorder.hu, Kedvenc lemezeink a 2016-os év első feléből (2016)

## Diszkográfia

### Albumok
- Into the Sea (LP, szerzői kiadás, 2014)
- Lay Low Butterfly (LP, Klinik, 2016)
- Save Me David (LP, Klinik, 2017)

### Kislemezek
- I'm a Mooch (single, Klinik, 2016)
- Run Through the Jungle (Klinik, 2017)
- Easy Love (single, Klinik, 2020)[11]

### Videóklipek
- Bird (Rendező: Szőke Barna, 2014)[12]
- Far Camp Song (Rendező: Szabó Áron, 2016)[13]
- I'm a Mooch (Rendező: Szabó Áron, 2016)[14]
- These Boots Are Made For Walkin' (Rendező: Jakab Péter, 2017)[15]
- You Always Hurt The One You Love (Rendező: Jakab Péter, 2017)[16]
- Easy Love (Rendező: Rónai Domonkos, 2020)